# مانوكود
مانوكود (الاسم العلمي: Manucodia)، جنس طيور من فصيلة طائر الجنة. ينتشر أعضاء هذا الجنس في غابات الأراضي المنخفضة في غينيا الجديدة والجزر القريبة. إنها أحادية الزواج ومتجانسة جنسياً، على نقيض من معظم طيور الجنة. اسم مانوكوديا مشتق من الجاوية "manuk dewata"; حيث تعني كملة مانوك طائر وديواتا الآلهة. أنواعه أربعة.